# Objectes artificials a superfícies extraterrestres
 Objectes artificials a la superfície de Mart
 Objectes artificials a la superfície de la Lluna
 Objectes artificials sobre Venus

## Objectes artificials en altres cossos del Sistema Solar

### Objectes que van aterrar pràcticament intactes
- A l'asteroide Eros, la sonda NEAR Shoemaker va aterrar el 12 de febrer de 2001, malgrat que no havia sigut dissenyada específicament per a aquest propòsit.

- A Tità, un satèl·lit de Saturn, el mòdul de descens Huygens de la missió va aterrar amb èxit el 14 de gener de 2005.

- A l'asteroide Itokawa, la sonda Hayabusa va deixar caure a la superfície una placa amb 880.000 noms gravats el 19 de ovembre de 2005.

- Al cometa Txuriúmov-Herassimenko, el mòdul de descens Philae de la sonda sonda Rosetta va aterrar amb èxit el 12 de novembre de 2014.

### Objectes destruïts a l'impacte
- La nau Galileo va deixar caure una sonda de 339 kg a l'atmosfera de Júpiter el 1995. Durant el descens amb paracaigudes, es va perdre el contacte amb la sonda, que es va fondre a les poques hores. La nau principal va romandre a l'òrbita del planeta fins al 2003, quan va ser enviat deliberadament a l'atmosfera de Júpiter per evitar contaminar el satèl·lit Europa.

- Un projectil llançat per la sonda Deep Impact va xocar contra el nucli del cometa Tempel 1 el 4 de juliol de 2005.

- La sonda MESSENGER va ser la primera nau en orbitar Mercuri. Quan va acabar el seu combustible es va estavellar contra la superfície del planeta el 30 d'abril de 2015.